# Механотрон
Механотро́н — электровакуумный или газоразрядный прибор, в котором силой электронного или ионного тока можно управлять изменяя положение внутренних частей (электродов) механическим воздействием снаружи. Механотрон является одним из видов электронно-механических преобразователей. Предназначен для прецизионного измерения линейных перемещений, углов, сил и вибрации в контрольно-измерительных устройствах. Как правило, это разновидность диода.
Известны конструкции электронно-механических генераторов электрических синусоидальных колебаний инфранизких (и ниже) частот, где колебательным контуром служит камертон соответствующих размеров. Соединённый с камертоном механотрон преобразует механические колебания в изменения своего анодного тока.

## Классификация
- Механотроны с продольным управлением. Подвижный электрод перемещается вдоль линий электрического поля, а его плоскость остаётся перпендикулярной линиям поля.
- Механотроны с поперечным управлением. Направление перемещения подвижного электрода перпендикулярно линиям электрического поля.
- Механотроны с зондовым управлением. Используется дополнительный электрод (зонд), расположенный в пространстве между катодом и анодом или вблизи. Перемещение зонда сопровождается изменением электрического тока в его цепи. Наиболее распространены газоразрядные механотроны с зондовым управлением.
- Механотроны с дифференциальным управлением. Управление осуществляется перемещением анода внутри неподвижного отрицательного электрода (антианода), сопровождающееся изменением степени экранирования катода от анода.
- Механотроны с механическим управлением электронным лучом. Представляет собой электронно-лучевую трубку с электростатическим отклонением луча и с коллекторами электронов. Управление осуществляется перемещением одной из отклоняющих пластин или дополнительного электрода, приводящее к отклонению электронного луча и изменению тока коллекторов.

## Пример: 6МХ1Б

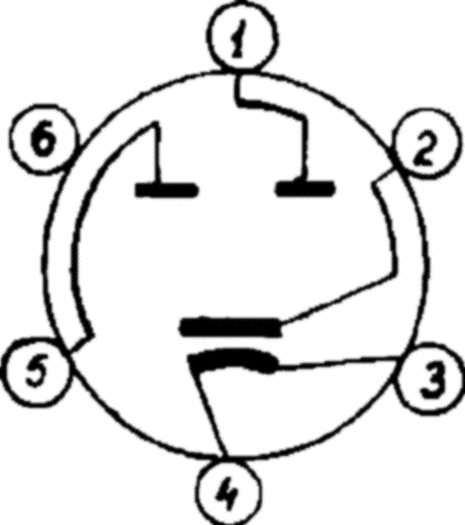
Механотрон 6МХ1Б:
1 — анод подвижный
2 — катод
3 — подогреватель
4 — подогреватель
5 — анод неподвижный
6 — отсутствует

У советского двойного диода, механотрона 6МХ1Б положение одного из анодов (1 на схеме) можно изменить, нажимая на выведенный наружу металло-стеклянного корпуса через герметичную мембрану штырь. Соответственно, менялся анодный ток. Ток второго анода (5 на схеме) использовался как образцовый при построении мостовых схем.
Лампа применялась, например, в весах-дозаторах.
Выпускался заводом МЭЛЗ, Москва.

### Характеристики механотрона 6МХ1Б какдатчика
(Из этикетки на прибор. Для указания сил используется единица «грамм-сила» (гс).)
- Статическая чувствительность по току к перемещениям — не менее 20 мкА/мкм
- Диапазон измеряемых перемещений — 0…140 мкм
- Статическая чувствительность по току к силам — не менее 2,5 мА/гс
- Диапазон измеряемых сил — ±0,5 гс

## Список советских механотронов
(буква «Х» в названии — двойные диоды)
- 6МХ1Б — 1 подвижный анод (см выше)
- 6МХ1С — 2 подвижных анода
- 6МХ2Б
- 6МХЗС, 6МХ4С, 6МХ5С — 2(?) подвижных анода
- 6МУХ6П — 2 подвижных анода для измерения угловых перемещений
- 6МН1Б — двойной триод, 1 подвижный анод